# 波吉斯瓦夫五世
波吉斯瓦夫五世（波蘭語：Bogusław V，1318年—1374年4月23日），波美拉尼亞公爵，1326年至1374年在位。

## 家庭
1343年，波吉斯瓦夫與波蘭國王卡齊米日三世的女兒艾爾茲別塔結婚，兩人共有1子1女：
1. 伊莉莎白（1347年—1393年）
2. 卡齊米日四世（英语：Casimir IV, Duke of Pomerania）（1351年—1377年）

艾爾茲別塔於1361年去世。隔年，波吉斯瓦夫與布倫瑞克-格魯本哈根公爵恩斯特一世的女兒阿德海德（Adelheid）結婚，兩人共有三個兒子：
1. 瓦季斯瓦夫七世（約1364年—1394/95年）
2. 波吉斯瓦夫八世（約1364年—1418年）
3. 巴爾寧五世（英语：Barnim V, Duke of Pomerania）（1369年—1402/03年）